# Gran Premio de Francia de Motociclismo de 1981
El Gran Premio de Francia de Motociclismo de 1981 fue la quinta prueba de la temporada 1981 del Campeonato Mundial de Motociclismo. El Gran Premio se disputó el 17 de mayo de 1981 en el Circuito Paul Ricard.

## Resultados 500cc
Un fin de semana muy positivo para el piloto italiano Marco Lucchinelli que, después de conseguir la pole position, obtiene la victoria y la vuelta rápida. En el podio, lo acompañaron el estadounidense Randy Mamola y el neozelandés Graeme Crosby, todos con Suzuki. En este punto de la temporada, la clasificación sigue encabezada por Mamola y Roberts de segundo.
| Pos.     | Piloto              | Moto       | Tiempo    | Pts. |
| -------- | ------------------- | ---------- | --------- | ---- |
| 1        | Marco Lucchinelli   | Suzuki     | 44:09.580 | 15   |
| 2        | Randy Mamola        | Suzuki     | +4,910    | 12   |
| 3        | Graeme Crosby       | Suzuki     | +5,350    | 10   |
| 4        | Barry Sheene        | Yamaha     | +5,630    | 8    |
| 5        | Kenny Roberts       | Yamaha     | +13,950   | 6    |
| 6        | Hiroyuki Kawasaki   | Suzuki     | +30,090   | 5    |
| 7        | Kork Ballington     | Kawasaki   | +30,340   | 4    |
| 8        | Boet van Dulmen     | Yamaha     | +30,980   | 3    |
| 9        | Jack Middelburg     | Suzuki     | +40,510   | 2    |
| 10       | Marc Fontan         | Yamaha     | +1:05.00  | 1    |
| 11       | Seppo Rossi         | Suzuki     | +1:09.54  |      |
| 12       | Bernard Fau         | Suzuki     | +1:10.00  |      |
| 13       | Sergio Pellandini   | Yamaha     | +1:19.03  |      |
| 14       | Kimmo Kopra         | Suzuki     | +1:38.52  |      |
| 15       | Walter Migliorati   | Suzuki     | +1:40.27  |      |
| 16       | Stu Avant           | Suzuki     | +1:45.80  |      |
| 17       | Jean Lafond         | Suzuki     | +1:50.83  |      |
| 18       | Jacques Agopian     | Suzuki     | +1 Vuelta |      |
| 19       | Dominique Pernet    | Yamaha     | +1 Vuelta |      |
| 20       | Andreas Hofmann     | Suzuki     | +1 Vuelta |      |
| 21       | Roberto Pietri      | Suzuki     | +1 Vuelta |      |
| 22       | Alain Röthlisberger | Suzuki     | +1 Vuelta |      |
| 24       | Josef Hage          | Yamaha     | +1 Vuelta |      |
| 24       | Antonio Grecco      | Suzuki     | +1 Vuelta |      |
| Ret      | Takazumi Katayama   | Honda      | Ret       |      |
| Ret      | Christian Sarron    | Yamaha     | Ret       |      |
| Ret      | Hervé Guilleux      | Yamaha     | Ret       |      |
| Ret      | Peter Sjöström      | Suzuki     | Ret       |      |
| Ret      | Mike Baldwin        | Suzuki     | Ret       |      |
| Ret      | Hubert Rigal        | Yamaha     | Ret       |      |
| Ret      | Sadao Asami         | Yamaha     | Ret       |      |
| Ret      | Gustav Reiner       | Solo       | Ret       |      |
| Ret      | Keith Huewen        | Suzuki     | Ret       |      |
| Ret      | Franco Uncini       | Suzuki     | Ret       |      |
| Ret      | Christian Estrosi   | Yamaha     | Ret       |      |
| Ret      | Gianni Rolando      | Lombardini | Ret       |      |
| Ret      | Philippe Coulon     | Suzuki     | Ret       |      |
| Ret      | Raymond Roche       | Suzuki     | Ret       |      |
| DNQ      | Gina Bovaird        | Yamaha     | DNQ       |      |
| DNQ      | Carlo Perugini      | Sanvenero  | DNQ       |      |
| DNQ      | Virginio Ferrari    | Cagiva     | DNQ       |      |
| DNQ      | Raffaele Pasqual    | Yamaha     | DNQ       |      |
| DNQ      | Lennart Bäckström   | Suzuki     | DNQ       |      |
| DNQ      | Franck Gross        | Suzuki     | DNQ       |      |
| Sources: |                     |            |           |      |

## Resultados 250cc
También en el cuarto de litro, que curiosamente cumple su edición número 300 en la historia del Mundial, se impuso por segunda vez el piloto alemán Anton Mang con su Kawasaki. El francés Thierry Espié y el venezolano Carlos Lavado completaron el podio.
| Pos. | Piloto                 | Moto              | Tiempo     | Pts. |
| ---- | ---------------------- | ----------------- | ---------- | ---- |
| 1    | Anton Mang             | Kawasaki          | 39'57"860  | 15   |
| 2    | Thierry Espié          | Chevallier-Yamaha | 40'00"930  | 12   |
| 3    | Carlos Lavado          | Yamaha            | 40'08"700  | 10   |
| 4    | Jean-François Baldé    | Kawasaki          | 40'22"300  | 8    |
| 5    | Pierre Bolle           | Yamaha            | 40'23"810  | 6    |
| 6    | Roger Sibille          | Yamaha            | 40'24"100  | 5    |
| 7    | Patrick Fernandez      | Bimota-Yamaha     | 40'26"980  | 4    |
| 8    | Maurizio Massimiani    | Ad Maiora         | 40'27"720  | 3    |
| 9    | Hervé Guilleux         | Siroko-Rotax      | 40'28"040  | 2    |
| 10   | Christian Estrosi      | Yamaha            | 40'34"920  | 1    |
| 11   | Alain Berot            | Yamaha            | + 1 Vuelta |      |
| 12   | Tony Rogers            | Yamaha            | + 1 Vuelta |      |
| 13   | André Gouin            | Yamaha            | + 1 Vuelta |      |
| 14   | Jean-Louis Guignabodet | Kawasaki          | + 1 Vuelta |      |
| 15   | Bruno Kneubühler       | Rotax             | + 1 Vuelta |      |
| 16   | Martin Wimmer          | Yamaha            | + 1 Vuelta |      |
| 17   | Alan North             | Yamaha            | + 1 Vuelta |      |
| 18   | Jean-Marc Toffolo      | Rotax             | + 1 Vuelta |      |
| 19   | Antoine Longo          | Yamaha            | + 1 Vuelta |      |
| 20   | Pierre Tocco           | Yamaha            | + 1 Vuelta |      |
| 21   | Loris Reggiani         | Yamaha            | + 1 Vuelta |      |
| 22   | Graeme Geddes          | Yamaha            | + 1 Vuelta |      |
| 23   | Karl-Thomas Grässel    | Yamaha            | + 1 Vuelta |      |
| 24   | Jean-Louis Albera      | Kawasaki          | + 1 Vuelta |      |
| Ret  | Eddie Lawson           | Kawasaki          | Ret        |      |
| Ret  | Hans Müller            | MBA               | Ret        |      |
| Ret  | Richard Schlachter     | Yamaha            | Ret        |      |
| Ret  | Jean-Jacques Peyre     | Yamaha            | Ret        |      |
| Ret  | Pekka Nurmi            | Yamaha            | Ret        |      |
| Ret  | Didier de Radiguès     | Yamaha            | Ret        |      |
| Ret  | Michel Rougerie        | Yamaha            | Ret        |      |
| Ret  | Sito Pons              | Siroko-Rotax      | Ret        |      |
| Ret  | Éric Saul              | Chevallier        | Ret        |      |
| Ret  | Paolo Ferretti         | Yamaha            | Ret        |      |
| Ret  | Jean-Louis Tournadre   | Yamaha            | Ret        |      |
| Ret  | Roland Freymond        | Ad Majora         | Ret        |      |
| DNQ  | Ángel Nieto            | Siroko            | DNQ        |      |
| DNQ  | Sauro Pazzaglia        | MBA               | DNQ        |      |
| DNQ  | Jacques Cornu          | Yamaha            | DNQ        |      |
| DNQ  | Jeffrey Sayle          | Armstrong         | DNQ        |      |
| DNQ  | Graeme McGregor        | Yamaha            | DNQ        |      |
| DNQ  | Mar Schouten           | MBA               | DNQ        |      |
| DNQ  | Peter Looijesteijn     | Yamaha            | DNQ        |      |
| DNQ  | Klaas Hernamdt         | Rotax             | DNQ        |      |
| DNQ  | Eilert Lundstedt       | Yamaha            | DNQ        |      |
| DNQ  | Guy Battesti           | Yamaha            | DNQ        |      |
| DNQ  | Jean-Michel Mattioli   | Yamaha            | DNQ        |      |
| DNQ  | Frederic Duval         | Yamaha            | DNQ        |      |
| DNQ  | Eero Hyvärinen         | Yamaha            | DNQ        |      |
| DNQ  | Jacques Cornu          | Yamaha            | DNQ        |      |

## Resultados 125cc
En 125, el español Ángel Nieto obtiene la cuarta victoria de la temporada, cosa que le coloca netamente al frente de la clasificación. Detrás de él, llegaron el francés Guy Bertin y el italiano Pier Paolo Bianchi.
| Pos. | Piloto              | Moto       | Tiempo     | Pts. |
| ---- | ------------------- | ---------- | ---------- | ---- |
| 1    | Ángel Nieto         | Minarelli  | 37'42"600  | 15   |
| 2    | Guy Bertin          | Sanvenero  | 37'49"080  | 12   |
| 3    | Pier Paolo Bianchi  | MBA        | 37'51"890  | 10   |
| 4    | Hans Müller         | MBA        | 37'58"610  | 8    |
| 5    | Maurizio Vitali     | MBA        | 38'05"700  | 6    |
| 6    | Loris Reggiani      | Minarelli  | 38'13"000  | 5    |
| 7    | Ivan Palazzese      | MBA        | 38'18"020  | 4    |
| 8    | August Auinger      | MBA        | 38'18"020  | 3    |
| 9    | Jean-Claude Selini  | MBA        | 38'18"480  | 2    |
| 10   | Per-Edvard Carlsson | MBA        | 38'32"090  | 1    |
| 11   | Stefan Dörflinger   | MBA        | + 1 Vuelta |      |
| 12   | Gerhard Waibel      | MBA        | + 1 Vuelta |      |
| 13   | Yves Dupont         | MBA        | + 1 Vuelta |      |
| 14   | Michel Galbit       | MBA        | + 1 Vuelta |      |
| 15   | Willy Pérez         | MBA        | + 1 Vuelta |      |
| 16   | Johnny Wickström    | MBA        | + 1 Vuelta |      |
| 17   | Paul Bordes         | Morbidelli | + 1 Vuelta |      |
| 18   | Jacky Hutteau       | Afam       | + 1 Vuelta |      |
| 19   | Frédéric Michel     | MBA        | + 1 Vuelta |      |
| 20   | Joe Genoud          | MBA        | + 1 Vuelta |      |
| 21   | Lucio Pietroniro    | MBA        | + 1 Vuelta |      |
| 22   | Erich Klein         | Morbidelli | + 1 Vuelta |      |
| 23   | Bady Hassaine       | MBA        | + 1 Vuelta |      |
| 24   | Peter Baláž         | MBA        | + 1 Vuelta |      |
| 25   | Joël Malatino       | MBA        | + 1 Vuelta |      |
| 26   | Jacques Bolle       | Motobécane | + 1 Vuelta |      |
| 27   | Spencer Crabbe      | MBA        | + 1 Vuelta |      |
| Ret  | Reiner Koster       | MBA        | Ret        |      |
| Ret  | Thierry Noblesse    | MBA        | Ret        |      |
| Ret  | Patrick Hérouard    | Sanvenero  | Ret        |      |
| Ret  | Joel Benniza        | MBA        | Ret        |      |
| Ret  | Eugenio Lazzarini   | Iprem      | Ret        |      |
| Ret  | Anton Straver       | MBA        | Ret        |      |
| Ret  | Ton Spek            | MBA        | Ret        |      |
| Ret  | Jean-Michel Perret  | MBA        | Ret        |      |
| Ret  | Hugo Vignetti       | MBA        | Ret        |      |